# トヨタ・N型エンジン
トヨタ・N型エンジン（トヨタ・Nがたエンジン）は、トヨタ自動車の水冷直列4気筒ディーゼルエンジンの系列である。

## 生産期間
- 国内向け：1986年4月 - 1999年6月

## 系譜
- エンジン型式一覧の自動車用エンジンの系譜を参照。

## 型式

### 1N
- 生産期間
  - 国内向け：1987年11月 - 1999年6月

- 種類：SOHC 8バルブ
- 排気量：1.453L
- 内径×行程：74.0×84.5(mm)
- 圧縮比：22.0
- 参考出力：40kW(55ps)/4,000rpm
- 参考トルク：89Nm(9.1kgm)/3,000rpm

- 搭載車種（車両型式）
  - （初）3代目スターレット1500ディーゼル（NP70）
  - 4代目スターレット1500ディーゼル（NP80）
  - 5代目スターレット1500ディーゼル（NP90）

### 1N-T
- 生産期間
  - 国内向け：1986年4月 - 1999年6月

- 種類：SOHC 8バルブ ターボ
- 排気量：1.453L
- 内径×行程：74.0×84.5(mm)
- 圧縮比：22.0
- 参考出力：49kW(67ps)/4,200rpm
- 参考トルク：137Nm(14.0kgm)/2,600rpm

- 搭載車種（車両型式）
  - （初）3代目ターセル/コルサ/2代目カローラII 1500ディーゼルターボ（NL30）
  - 4代目ターセル/コルサ/3代目カローラII 1500ディーゼルターボ（NL40）
  - 5代目ターセル/コルサ/4代目カローラII 1500ディーゼルターボ（NL50）